# ПижаМаски
„ПижаМаски“ (на английски: PJ Masks) е британско–френски анимационен сериал на Entertaiment One, Frog Box, и TeamTO. Дебютира на 18 септември 2015 г. по Disney Channel и Disney Junior в САЩ, в края на 2015 г., по France 5 в Франция, и в началото на 2016 г. по Disney Junior (Канада). Сериала се базира на Малките Пиджи Маски от поредицата книги на френски писател Ромуналд Рейсипо.

## Сюжет
Сериала се фокусира върху три деца, които водят сравнително нормален начин на живот през деня. Те са съседи, приятели и съученици. През нощта, обаче, те активират своите гривни и се превръщат в „Малките Пиджи Маски“ 

## Герои

### Малките Пиджи маски
- Амайа/Аулет (озвучена от Едисън Холией)
- Конър/Кетбой (озвучен от Яков Еуанюк)
- Грек/Геко (озвучен от Кайл Харисън Брайткоф)

### Други герои
- Камерън (озвучен от Тристан Самуил)

## В България
В България сериалът се излъчва от 26 март 2016 г. по Disney Junior на английски език.
По-късно се излъчва и с български дублаж, записан в Доли Медия Студио и в него участва Иван Велчев. Песента се изпълнява от Момчил Мясищев. Преводът на някои епизоди е на Елена Златева.